# Выуживание
Выу́живание (от англ. fishing expedition) — метафора, характеризующая процессуальную тактику в гражданском судопроизводстве стран общего права с использованием предоставляемых этой правовой системой очень широких возможностей по раскрытию доказательств. Тактика выуживания состоит в затребовании от противоположной стороны большого количества документов и показаний, слабо связанных с исходным делом, в расчёте на то, что либо в этих документах обнаружатся какие-либо факты, которые позволят истцу изменить претензии исходного иска, либо расходы оппонента по подготовке документов окажутся ему непосильными и он вынужден будет пойти на мировую сделку на условиях, выгодных для стороны с бо́льшими финансовыми ресурсами.

## Термин
Метафора имеет отрицательный смысл, применяя её, юрист указывает на то, что запрос на раскрытие доказательств ему не нравится (слишком широкий, слишком дорогой для раскрывающей стороны или целью запроса является преследование оппонента).
В судах — изначально в форме англ. fishing bill (этим словосочетанием судьи характеризовали запрошенный слишком обширный запрос на раскрытие доказательств при отказе выдать его) — метафора существует по крайней мере с XVIII века. Однако рыбная ловля метафорически связывалась с «тёмной стороной» жизни людей гораздо раньше, Торнбург указывает уже на Оппиана («О рыбной ловле», II век н. э.). Словарь средневекового английского в качестве второго значения приводит ловлю человеческих душ, поиск оправданий и т. п. с примерами XV века.

## История
Исторически в общем праве проблема выуживания не возникала, так как суды придерживались в гражданских процессах той же позиции, что и в уголовных: сторона иска не была обязана предоставлять другой стороне какие-либо доказательства, в результате в Англии стороны обращались в канцлерский суд, где дела решались по справедливости, а не по закону. В этих «судах справедливости» среди прочего предоставлялась возможность запрашивать доказательства у противоположной стороны (через выдаваемый судом англ. equitable bill of discovery). Именно в связи с этими требованиями в судебных документах стало упоминаться «выуживание», хотя поначалу возможности по раскрытию доказательств были весьма ограничены: было невозможно затребовать документы у не-участников процесса, сторона иска не была обязана свидетельствовать против себя, затребованные документы должны были быть явно перечислены; выуживанием суды называли затребование у одной стороны документов, поддерживающих позицию другой стороны. Нежелание судов заставить ответчика раскрыть поддерживающие его позицию документы было связано с тем, что дела в этих судах обычно были связаны со спорами о недвижимости, и мотивы истцов, посягающих на права фактических владельцев, рассматривались как изначально подозрительный поиск «зацепок» в документах (система публичной регистрации сделок с недвижимостью появилась в Англии лишь в XX веке, так что поиск физически должен был быть проводиться в личных бумагах ответчика). Вместе с общим правом использование термина «выуживание» появилось и в США, где суды стали обозначать им также слишком широкие запросы без точной идентификации запрашиваемых документов и предъявляемых обвинений.
В середине XIX века отношение американских судов к раскрытию доказательств стало меняться, были разрешены досудебные допросы свидетелей и расширены возможности запроса документов (к 1932 году 42 штата имели законы о затребовании доказательств). В то же время федеральные суды по-прежнему придерживались консервативной позиции и характеризовали как выуживание запросы к ответчику на документы, поддерживающие позицию истца и подачу исков без детальных обвинений. В частности, Д. Филд, создатель процессуального «Кодекса Филда», применявшегося в 27 штатах, не любил власти, которую при новом подходе суд получал над человеком, и в своём кодексе не предусмотрел даже получения досудебных показаний.
Хотя отдельные суды в США допускали выуживание уже в конце XIX века, радикальные изменения в этой области пришли лишь в 1938 году с принятием федеральных правил гражданского процесса, создатели которых очевидным образом считали выуживание допустимой тактикой в суде.